# SIG SAUER M17
SIG SAUER M17はシグ・ザウエル社のSIG SAUER P320を元に開発されたアメリカ軍の制式軍用拳銃である。
フルサイズモデルのM17に加え短銃身のコンパクトモデルであるM18がある。
本項ではM17と併せてM18についても記述する。

## 概要
M17 / M18はアメリカ軍全体にわたりベレッタM9等を置き換えるものとしてXM17モジュラー拳銃システムコンペティションが行われ、2017年1月19日に選定された。
ベレッタM9よりも精度と人間工学に優れ、散布界が狭いと評価されており、アメリカ陸軍をはじめ、海軍、海兵隊、空軍および宇宙軍に採用された。
M17、M18共にコヨーテブラウンとブラックの2色のモデルがあるが、実際に生産されているものはほぼすべてがコヨーテブラウンである。

## 米軍における採用と配備

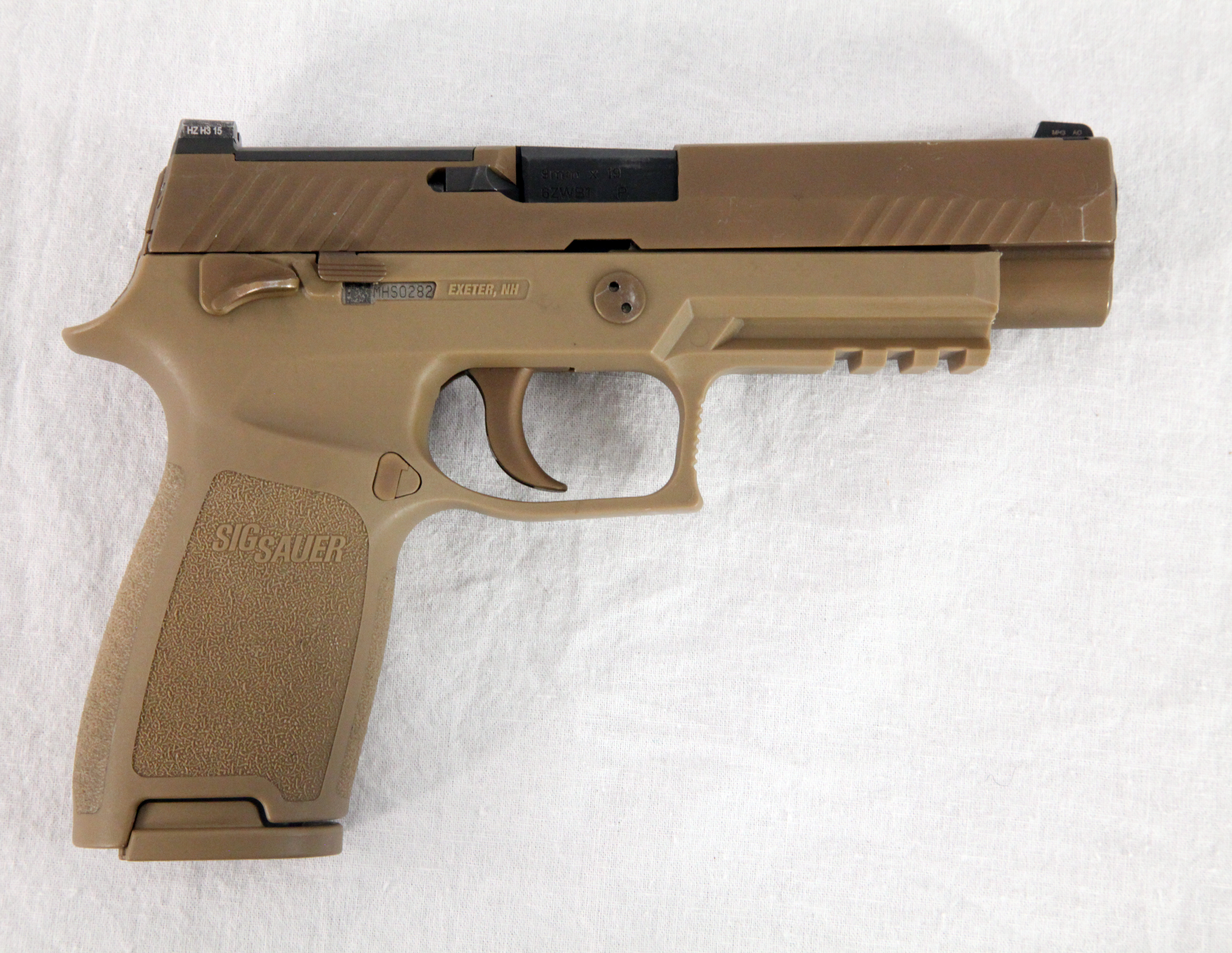
17発弾倉が挿入されたプロトタイプ、XM17
トリガー、レバーおよびマガジンキャッチは初期生産分のみ茶色に塗装されていた。

### P320からの変更点
トライアルにおいては、SIG SAUERはP320に以下の改修を施することで要求事項に対応した。
- 光学照準器の追加を容易にするため、スライド上にカットアウトを設置[5]
- 両側から操作できる（アンビ）サムセーフティの追加
- 薬室に弾薬があることを示すローディングインジケーターの追加
- 分解時に小さな部品を保持できるようにスライドサブアセンブリを改善
- トリガー可動部のすき間から異物が機関部に入るのを防ぐための「マッドフラップ」を改善
- フルサイズM17のバレル長は120 mm (4.7 in)に
- キャリーサイズM18のバレル長は98 mm (3.9 in)に
- 9mmNATO弾を採用（フレームシャシーにスパナねじ（英語版）があるため、他の口径やフレームに変更不可）
- 標準マガジンは17発装填、オプションで21発装填の拡張マガジンを利用可能[6]
- スチール製の部品に対する物理蒸着(PVD)による耐腐食性仕上げ[7]
- 通常のネジの代わりにスパナネジを使用することで、知識のない者がフィールドストリッピングを超える分解をしてしまうことを防止[8]

モジュラーハンドガンシステム(Modular Handgun System)として、暗所での照準を補助する自己発光トリチウムサイト、アタッチメント取付用のレール、および音響/閃光サプレッサーを取り付けるための陸軍標準サプレッサー変換キットを装備する。
本銃は全数が13発の試験射撃を経て出荷される。3発は慣らし用で、10発は精度のテスト用である。
2017年1月19日、アメリカ陸軍は、本銃がモジュラーハンドガンシステムトライアルに勝利したと発表した。

### 配備

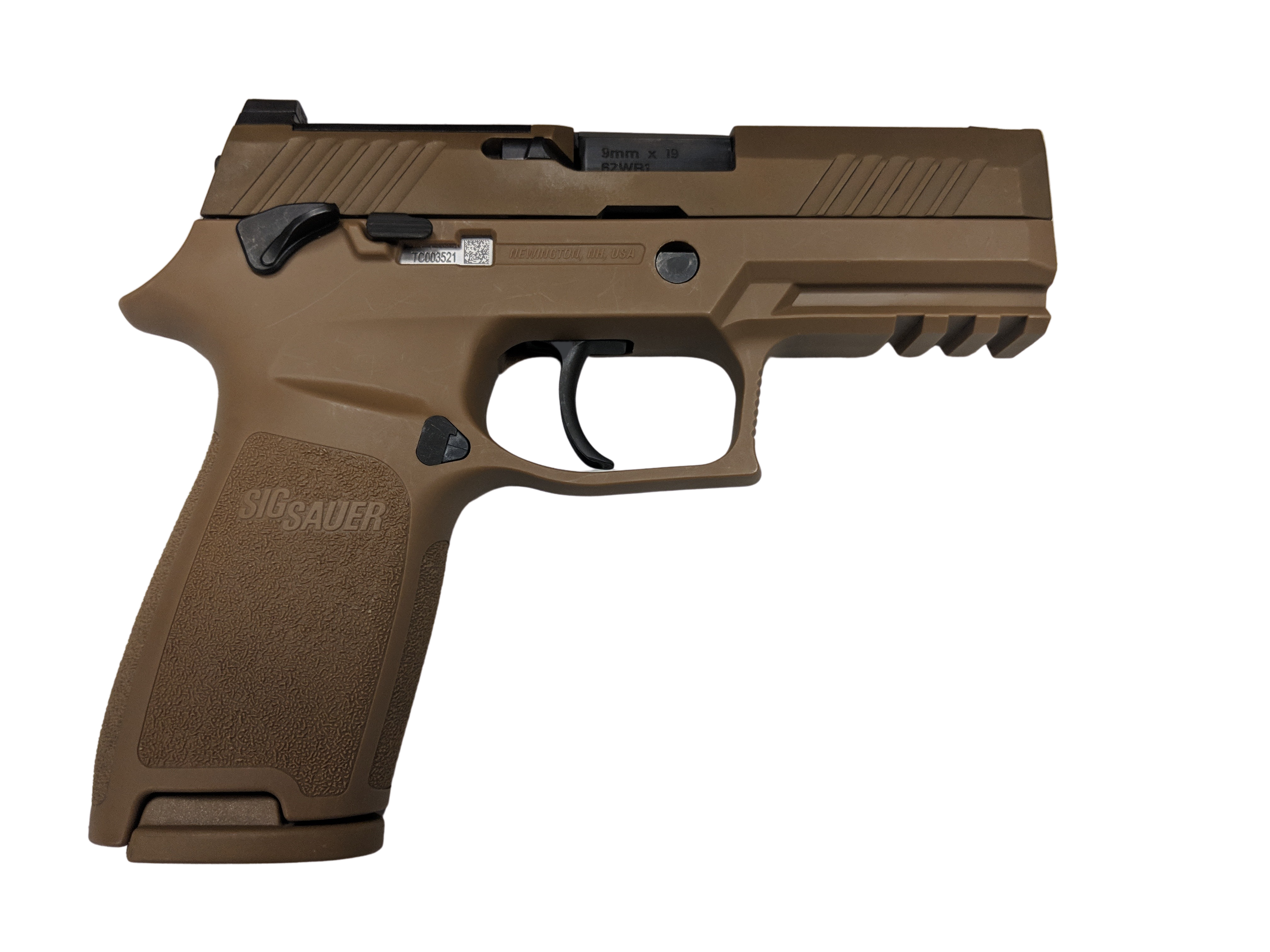
17発装弾の弾倉が挿入された標準発行型M18

米軍では従来は特殊部隊以外はライフルと拳銃の2丁を携行することは少なかったが、本銃は分隊長や小銃班長にまで支給される。これにより、近接戦闘における選択肢が増加することになる。全陸軍部隊において10年以内にM9をM17に置き換える予定である。
2017年5月、陸軍は年末までに第101空挺師団を対象にM17の最初の配備が行われると発表した。同時に、米軍の他軍種も本銃を取得する意向を明らかにし、本銃は米軍全体の標準的なサイドアームとなった。米軍は合計で最大421,000丁の本銃を調達する予定である。すなわち、陸軍が195,000丁、空軍が130,000丁、海軍が61,000丁（コンパクト版のM18のみ）、海兵隊が35,000丁である。
海兵隊以外は本銃で主にベレッタM9とM9A1を更新する計画だが、海兵隊はM45A1とM007（グロック19M）も同時に更新するとしている。
当初、米国沿岸警備隊がM17/18を採用すると発表されていたが、同機関は2020年9月に国土安全保障省の調達でGlock19 Gen5拳銃を取得すると発表した。
2019年11月、SIG SAUERは100,000丁目のM17/M18拳銃を米軍に納入したと発表した。

### 弾薬
本銃は大口径弾ではなく従来通り9mmNATO弾を採用したが、契約上はSIG SAUERが提案したXM1152フルメタルジャケット弾とXM1153特殊目的弾も調達することも可能である。外観はウィンチェスターPDX1弾に似ているが、ホローポイント部のデザインに若干の違いがある。M1152は標準的な115グレインで、M1153は147グレイン特殊用途弾である。Olin Corporation（ウィンチェスター）は、約120万発の弾薬を製造する契約を結んだ。

## “無名戦士の墓”衛兵用拳銃

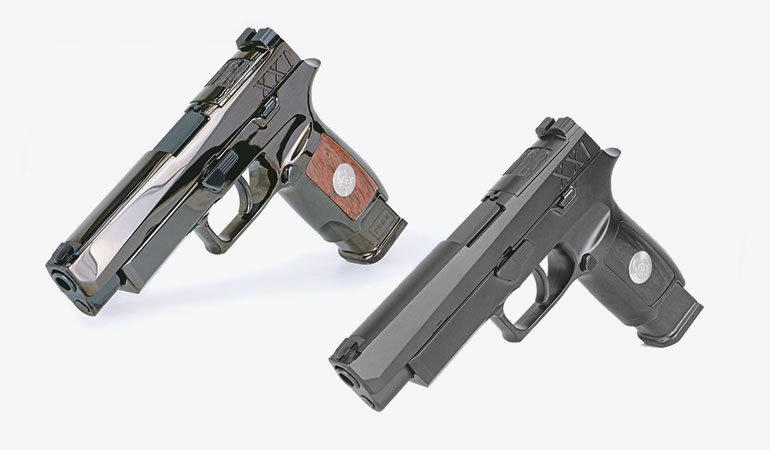
儀礼用M17

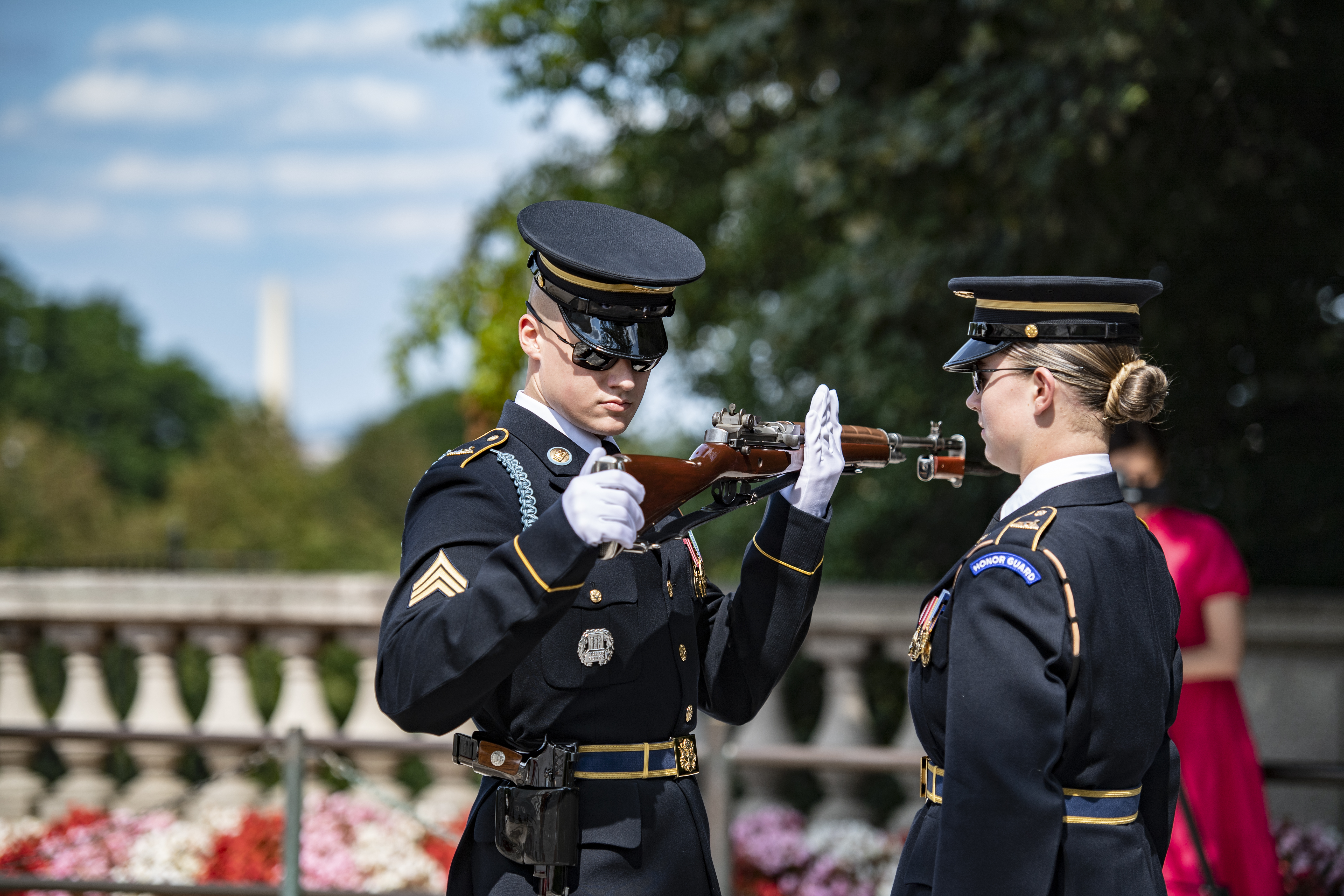
儀礼用M17（昼間用）を装備する衛兵（2021年7月撮影）

2018年10月11日、SIG SAUERのカスタムショップで製造された4丁の儀礼用M17が、アーリントン国立墓地の無名戦士の墓を守る衛兵用として第3歩兵連隊「オールドガード」に贈呈された。
4丁それぞれに固有の名が与えられ、各銃のダストカバーに刻まれた。すなわち、沈黙（Silence）、敬意（Respect）、尊厳（Dignity）そして忍耐（Perseverance）である。「沈黙」と「敬意」は昼用であり、茶色の木製グリップを装備し、高度な鏡面仕上げが施されている。「尊厳」と「忍耐」は夜間勤務や悪天候用であり、黒い木製グリップ付きのつや消し仕上げである。
4丁すべてが、標準のM17のポリマープラスチックではなくアルミニウムフレームを使用しているが、操作部は標準のマットブラックである。通常のM17であればスライド後部にあるコッキングセレーションは、「XXI」（ローマ数字の21）の文字に置き換えられている。これは、衛兵が墓の前を21歩で巡回する所作と21発の礼砲を表している。他の素材も無名戦士の墓にゆかりのあるものである。木製グリップは、1921年に最初の無名戦士を米国に運んだ船であるオリンピア号の甲板から切り出された木板から作られている。また、照門および照星には、墓の修復時に出た大理石の粉がガラスのバイアルに封入されて装着されている。スライド上、リアサイト直前の部分には、無名戦士の墓の側面に彫刻されているのと同じ3体のギリシャ風の彫像（それぞれ平和、勝利および勇気を象徴する）が刻まれている。

### シリアルナンバー
儀礼用のM17のシリアルナンバーは次のとおりである。
- 沈黙：LS02JUL37A21
- 敬意：LS02JUL37B21
- 尊厳：LS02JUL37C21
- 忍耐：LS02JUL37D21

これらの数字はオールドガードにとって重要な要素から構成されている。「LS」は衛兵綱領の6行目（Line Six）、「常に完璧であれ」を意味し、「02JUL37」は、無名戦士の墓の24時間警備が1937年7月3日に開始されたことを意味する。「21」は、前述のとおり21歩での巡回と21発の礼砲を表している。

### 弾倉
衛兵はM17に21発弾倉を装填して携行する。マガジンはカスタマイズされており、無名戦士の墓に描かれている3体の彫像（平和、勝利、勇気）が刻まれたアルミ製のベースプレートが特徴で、マガジンの底には衛兵のバッジ番号が刻まれたネームプレートが装着されている。

## P320-M17およびP320-M18
2018年、SIG SAUERはP320-M17と呼ばれる本銃の民間市場向けのバリエーションを発売した。仕様は不正分解防止のテイクダウンネジがなく、サムセーフティのあり・なしが選べる以外は軍用とほぼ同じである。
P320-M17のステンレススチール製スライドはPVDコーティングされており、操作部材は、軍用M17の後のバージョンに見られるような黒色仕上げが特徴である。M17-Commemorativeと呼ばれる記念版もリリースされ、茶色のトリガーと操作部材、軍用と同じマガジン、無地の段ボール箱で梱包される（通常版は他のSIG製品と同じ黒いプラケース）など、軍に納入されたのと全く同じ仕様で、5,000丁限定で製造された。
SIG SAUERによると、P320-M17で2018年にリリースされた124グレインの9mm NATO弾（民間用強装弾）を射撃すると、初速は365 m/s (1,198 ft/s)、銃口エネルギーは535 J (395 ft⋅lbf)である。
2020年、SIGはP320-M18をリリースした。これは、軍用のP320-M17と同じ軍用と同じ仕様とし、より短いキャリーサイズにしたものである。

## 採用機関

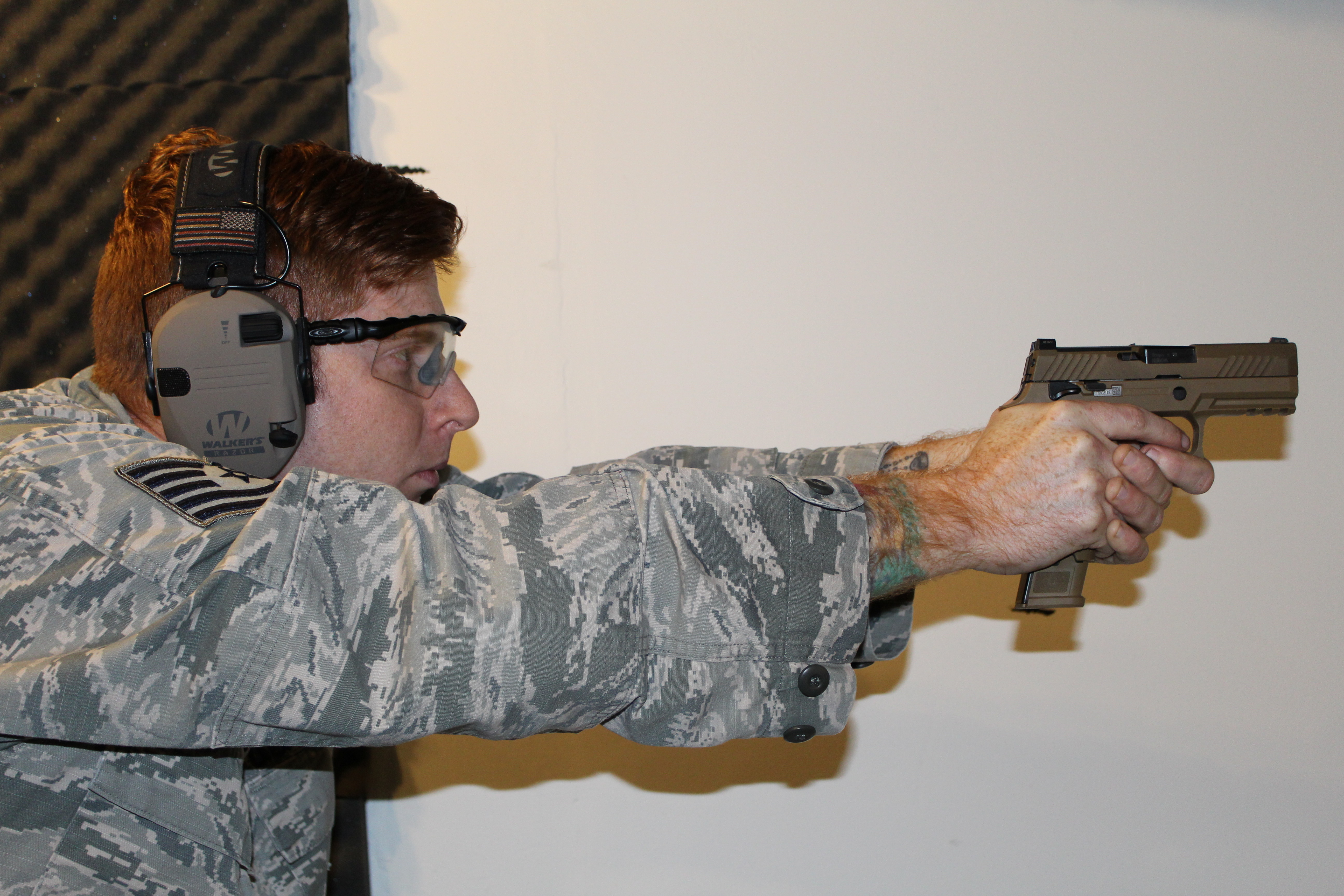
21発マガジンが挿入されたM18を構える米空軍兵

- アメリカ合衆国
  - アメリカ陸軍
  - アメリカ海軍
  - アメリカ海兵隊
  - アメリカ空軍
  - アメリカ宇宙軍